# Curling na Universíada de Inverno de 2013
As competições de curling na Universíada de Inverno de 2013 foram disputadas no Ice Rink Pinè Stadium no Baselga di Pinè em Trentino, na Itália, entre 12 e 20 de dezembro de 2013.

## Calendário
| Curling   | Dezembro | Dezembro | Dezembro | Dezembro | Dezembro | Dezembro | Dezembro | Dezembro | Dezembro | Dezembro | Dezembro | Dezembro |
| Curling   | 10       | 11       | 12       | 13       | 14       | 15       | 16       | 17       | 18       | 19       | 20       | 21       |
| --------- | -------- | -------- | -------- | -------- | -------- | -------- | -------- | -------- | -------- | -------- | -------- | -------- |
| Masculino |          |          |          |          |          |          |          |          |          |          | 1        |          |
| Feminino  |          |          |          |          |          |          |          |          |          |          | 1        |          |

|  | Treino não oficial |  | Treino oficial |  | Dia de competição |  | Dia de final |

## Medalhistas
| Evento    | Ouro                                                                                            | Prata                                                                                | Bronze                                                                                |
| --------- | ----------------------------------------------------------------------------------------------- | ------------------------------------------------------------------------------------ | ------------------------------------------------------------------------------------- |
| Masculino | SWE Suécia Oskar Eriksson Kristian Lindström Markus Eriksson Christoffer Sundgren               | GBR Grã-Bretanha Kyle Smith Thomas Muirhead Kyle Waddell Cameron Smith Derrick Sloan | CAN Canadá Brendan Bottcher Mick Lizmore Brad Thiessen Karrick Martin Parker Konschuh |
| Feminino  | RUS Rússia Anna Sidorova Margarita Fomina Alexandra Saitova Ekaterina Galkina Victorya Moiseeva | KOR Coreia do Sul Kim Ji-sun Gim Un-chi Um Min-ji Lee Seul-bee                       | SUI Suíça Michèle Jäggi Marisa Winkelhausen Melanie Barbezat Nora Baumann Corina Mani |

## Quadro de medalhas
| Ordem | País              | Medalha de ouro | Medalha de prata | Medalha de bronze |   |
| ----- | ----------------- | --------------- | ---------------- | ----------------- | - |
| 1     | RUS Rússia        | 1               |                  |                   | 1 |
|       | SWE Suécia        | 1               |                  |                   | 1 |
| 3     | GBR Grã-Bretanha  |                 | 1                |                   | 1 |
|       | KOR Coreia do Sul |                 | 1                |                   | 1 |
| 5     | CAN Canadá        |                 |                  | 1                 | 1 |
|       | SUI Suíça         |                 |                  | 1                 | 1 |
| TOTAL | TOTAL             | 2               | 2                | 2                 | 6 |